# Accounts of Chemical Research
Accounts of Chemical Research (відповідно до стандарту ISO 4 з цитування літератури Acc. Chem. Res. ) — рецензований науковий хімічний журнал, який видає Американське хімічне товариство двічі на місяць. Перше видання вийшло в січні 1968 року. Опубліковані статті є короткими та стислими оглядами на теми фундаментальних або прикладних хімічних та біохімічних досліджень.
Імпакт-фактор у 2021 році становив 24,466. Відповідно до статистики ISI Web of Knowledge у 2016 році журнал посів п'яте місце серед 166 журналів у категорії Міждисциплінарна хімія.
Головний редактор — Сінтія Дж. Берроуз, Університет Юти в Солт-Лейк-Сіті (США).